# Steve Avery
Steven Thomas Avery (Trenton, Míchigan, 14 de abril de 1970), más conocido como Steve Avery, es un exjugador profesional estadounidense de béisbol que se desempeñó en la posición de lanzador en las Grandes Ligas de Béisbol (MLB). Logró obtener el premio MVP (jugador más valioso de la Serie de Campeonato de la Liga).

## Carrera
Avery jugó como profesional siete temporadas en Atlanta Braves (1990-1996), después pasó a Boston Red Sox (1997-1998), luego a Cincinnati Reds (1999), posteriormente se unió a Detroit Tigers, donde jugó una temporada (2003), y fue el equipo en el que se retiró.

## Premios
Fue galardonado con el MVP (jugador más valioso de la Serie de Campeonato de la Liga) en una oportunidad (1991).